# کوبینکا (پایگاه هوایی)
کوبینکا (به روسی: Кубинка) یک پایگاه هوایی نظامی واقع در کوبینکا در روسیه است که توسط نیروی هوایی روسیه اداره می‌شود.